# Adenocalymma trifoliatum
Adenocalymma trifoliatum là một loài thực vật có hoa trong họ Chùm ớt. Loài này được (Vell.) R.C.Laroche mô tả khoa học đầu tiên năm 1973.